# Paganisme nòrdic
El paganisme nòrdic o escandinau és el nom donat a les tradicions religioses comunes entre els pobles germànics que habitaven els actuals països nòrdics abans i durant el procés de cristianització del nord d'Europa. El paganisme nòrdic és un subconjunt del paganisme germànic, practicat a les terres deshabitades pels pobles germànics a gairebé tot Europa central i septentrional durant l'era vikinga. El coneixement actual sobre el paganisme nòrdic ha estat inferit pels resultats arqueològics i etimològics, i per les fonts escrites de l'època.

## Terminologia
La religió escandinava fou un fenomen cultural, i com la majoria de les creences folklòriques anteriors a l'alfabetització, els seus practicants probablement no tenien un nom per a llur religió, fins que van entrar en contacte i a conviure amb forasters practicants d'altres religions, sobretot cristians. Per tant, els únics noms que donaven a la seva religió tenien a veure amb formes competitives per diferenciar-la d'una altra fe, sobretot en contexts molt antagònics. Per exemple, alguns dels termes que es van fer servir foren hedendom (escandinau), Heidentum (alemany), heathenry (anglès) o paganus (llatí). Un nom interpretat més romànticament per a la religió nòrdica és el terme islandès medieval forn siðr (vell costum).